# Osiek (województwo śląskie)
Osiek – wieś w Polsce położona w województwie śląskim, w powiecie myszkowskim, w gminie Koziegłowy.
W latach 1975–1998 miejscowość położona była w województwie częstochowskim.

## Nazwa
Nazwa Osiek oznacza w języku staropolskim zasiekę czyli leśne umocnienie lub warownię w lesie utworzoną z nagromadzonych i zespojonych ze sobą ściętych czyli zsieczonych pni drzewnych, której zadaniem była ochrona leśnego osiedla lub wyznaczonej granicy. Często w pobliżu umocnień tych mieszkali strzegący ich ludzie, którzy według Słownika geograficznego Królestwa Polskiego mieli dać początek osadom noszącym tę nazwę.

## Historia
Po rozbiorach Polski miejscowość znalazła się w zaborze rosyjskim i leżała w Królestwie Polskim. W Słowniku geograficznym Królestwa Polskiego wymieniona jest jako wieś i folwark leżące w powiecie będzińskim w gminie Koziegłowy i parafii Koziegłówki. W 1827 w miejscowości znajdowało się 7. domów zamieszkiwanych przez 92 mieszkańców. W 1884 liczba domów się zmniejszyła do 5., a mieszkańców spadła do 62. Wieś liczyła 660 mórg powierzchni.